# Остохич, Эстебан
Эстеба́н Осто́хич (исп. Esteban Daniel Ostojich Vega; род. 12 апреля 1982, Сан-Хосе-де-Майо) — уругвайский футбольный судья. Арбитр ФИФА с 2016 года.

## Биография
Эстебан Остохич до прихода к судейству в футболе был административным работником и учителем шахмат в учреждении профессиональной переподготовки для взрослых. Начал судейскую карьеру в 2004 году благодаря своим отцу и дяде, которые работали судьями в футболе и мини-футболе. Через девять лет, в 2013 году, Остохич впервые был утверждён в качестве судьи уругвайской Примеры. В начале 2016 года уругваец получил статус арбитра ФИФА, что дало ему право судить международные матчи.
На международной арене Остохич дебютировал в матче Южноамериканского кубка 2016 между «Соль де Америка» и «Хорхе Вильстерманном» (1:1). В Кубке Либертадорес Остохич впервые отработал 12 апреля 2017 года в матче группового этапа между «Гремио» и «Депортес Икике» (3:2). Продолжает регулярно судить матчи двух важнейших клубных турниров Южной Америки.
В феврале 2021 года Остохич стал представителем КОНМЕБОЛ на Клубном чемпионате мира 2020 вместо заболевшего соотечественника Леодана Гонсалеса. Отсудил четвертьфинал между УАНЛ Тигрес и «Ульсан Хёндэ» (2:1). Затем был назначен на финал, в котором мюнхенская «Бавария» обыграла УАНЛ Тигрес со счётом 1:0.
Первым крупным турниром среди сборных для Остохича стал Кубок Америки 2019 в Бразилии. Там он отработал только на одном матче, однако через два года, на Кубке Америки 2021, судил четыре матча, в том числе финал между Аргентиной и Бразилией (1:0).
После того, как Эстебан Остохич не заметил, как Николас Отаменди ударил локтем Рафинью на 35 минуте матча отборочного турнира к ЧМ-2022 между Аргентиной и Бразилией, сыгранного 17 ноября 2021 года, КОНМЕБОЛ на несколько месяцев отстранила Остохича, возглавлявшего бригаду VAR, а также главного судью Андреса Кунью, от работы на международных матчах. Из-за рассечения бразильскому футболисту пришлось наложить пять швов.
Эстебан Остохич женат, имеет четырёх детей.

## Важнейшие матчи
Остохич судил следующие матчи:
- Финал чемпионата Уругвая (1): 2020
- Финал Клубного чемпионата мира (1): 2020
- Финал Кубка Америки (1): 2021